# 迪布羅瓦 (法斯蒂夫區)
50°12′11″N 30°12′34″E / 50.20306°N 30.20944°E

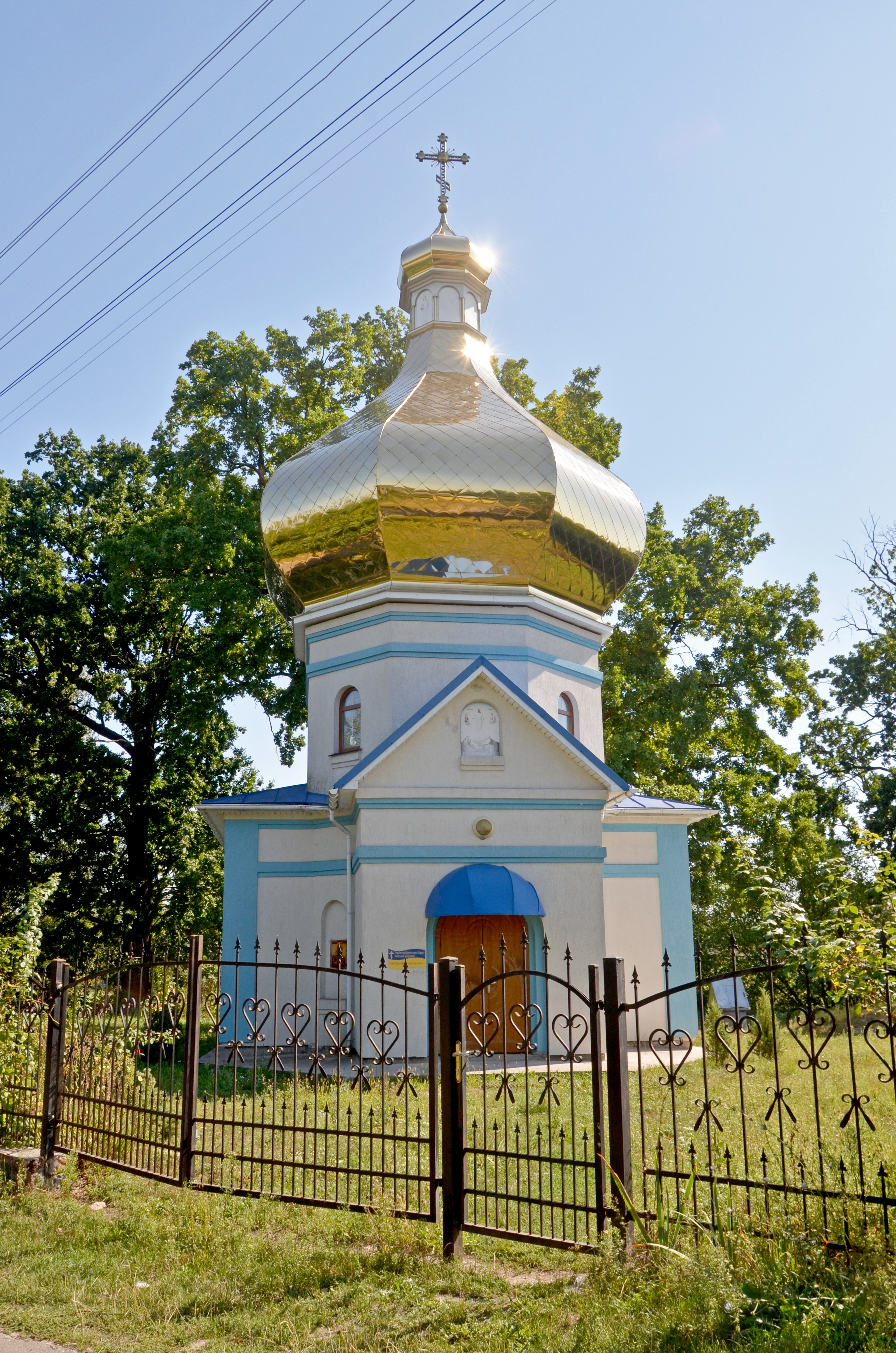
教堂

迪布羅瓦（烏克蘭語：Діброва）是位於烏克蘭北部的村莊，由基辅州法斯蒂夫區的卡利尼夫卡市鎮負責管轄。該村面積0.89平方公里，海拔高度187米，2001年人口407，人口密度每平方公里458.3人。